# 水地獄
『水地獄』（みずじごく）とは、アダルトビデオメーカーのバッキービジュアルプランニング製作によるアダルトビデオ作品。AV女優への行き過ぎた暴行および傷害によりバッキー事件として立件されたが、ビデオ作品の販売は会社名を変えCOLLECTORというサイトで継続している。

## 概要
『水地獄 一丁目 中島佐奈』（2004年11月25日）では、まず、AV男優とAV女優の性交がAV女優腹部への膣外射精で前半が終わる。ここまでは通常のAV撮影と同様である。しかし、その後は性交場面の撮影は全く無く、撮影スタジオ付属のプールやプールサイドに置いた水槽にAV女優を沈めて溺れさせ、AV女優が水や胃液を吐き出して苦しむ様を撮影した。
企画意図は、「『問答無用 強制子宮破壊』シリーズでの水責めがユーザーに評判が良かったので、それのみの作品を作る」というもので、企画会議で決まった。作品は一丁目と題されており、当初作品のシリーズ化が企画されていたが、第2作の製作中にAV女優が大怪我を負った為、一作のみで終わった。
第2作目に出演した女性が、バッキー逮捕後に「週刊ポスト」1月21日号（2005年1月4日発売）にて撮影の惨状を告白している。記事によれば、事前に危険な行為をしないと言っていたにもかかわらず12時間にわたり執拗な暴行が繰り返されたという。最後には浴室でレイプされていたときに、男優が女優の頭を鏡に打ちつけ、割れたガラスで足を切り、病院に搬送。このときの怪我は、右足首のアキレス腱あたりが10センチほど切って大量出血という重傷で、右足割創・ムチウチ・全身打撲と診断され、女優は車椅子生活を余儀なくされた。ギャランティはわずか20万だったという。
実際は、この怪我をした女優の作品との間に、もう一本作品が存在している（主演：小島エリカで、前半は河川や海辺での水中性交、後半は室内での擬似水拷問という構成）。

## 審査団体への批判
バッキー作品は審査団体を通して販売された正規ルートの作品である。このことがバッキーの作品内容をエスカレートさせた一因と思われる。AVライターは「モザイクの濃さしか審査していなかったのではないか？」と語っている。